# Estaing (Aveyron)
Estaing es una comuna francesa situada en el departamento de Aveyron, en la región de Occitania. 
Es parte de la asociación Les Plus Beaux Villages de France (Los Pueblos más Bonitos de Francia).
La localidad es una de las etapas de la Via Podiensis, una de las rutas del Camino de Santiago.
La historia de Estaing se entrelaza con la de su majestuoso castillo, catalogado como monumento histórico de Francia. Este importante edificio, remodelado varias veces a lo largo de los siglos, fue la casa señorial de los Condes de Estaing durante 800 años.

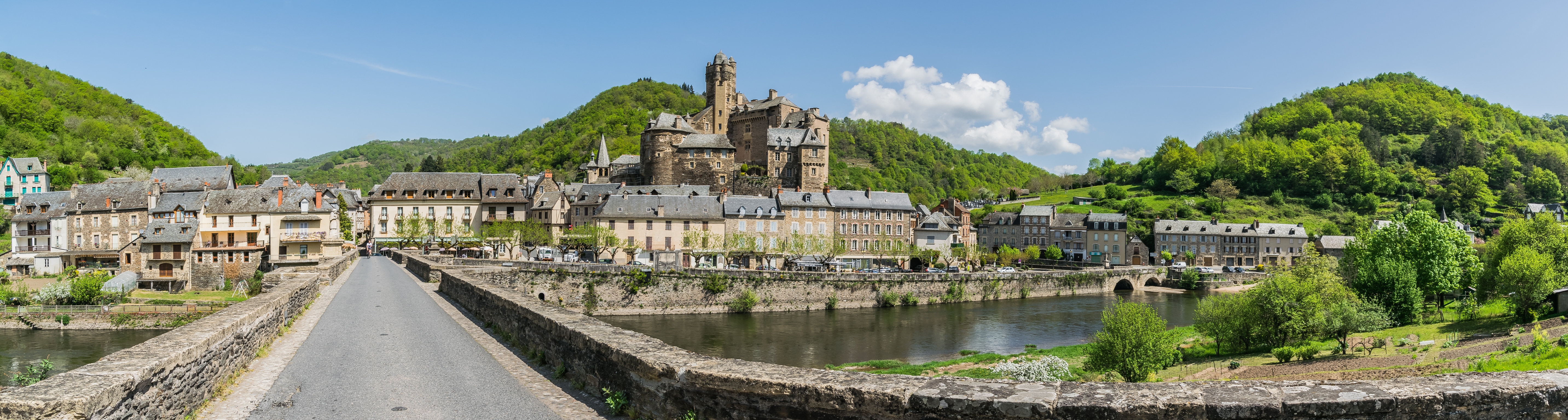

## Demografía
| 809 | 718 | 667 | 666 | 665 | 612 | 492 |
| Para los censos de 1962 a 1999 la población legal corresponde a la población sin duplicidades (Fuente: INSEE [Consultar]) |     |     |     |     |     |     |

## Imágenes

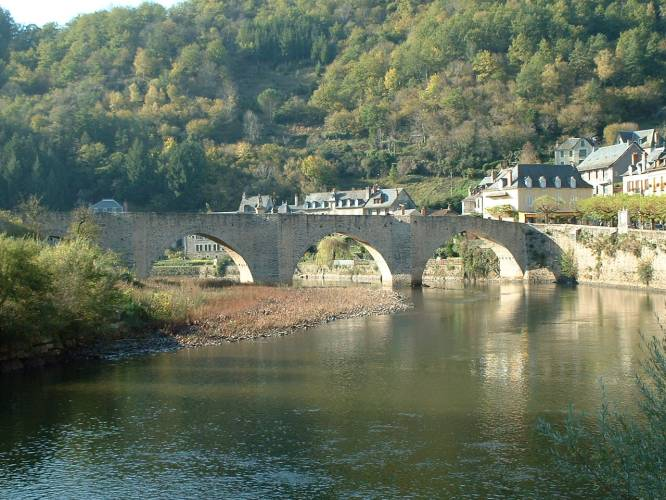
Puente sobre el Lot a la entrada del pueblo
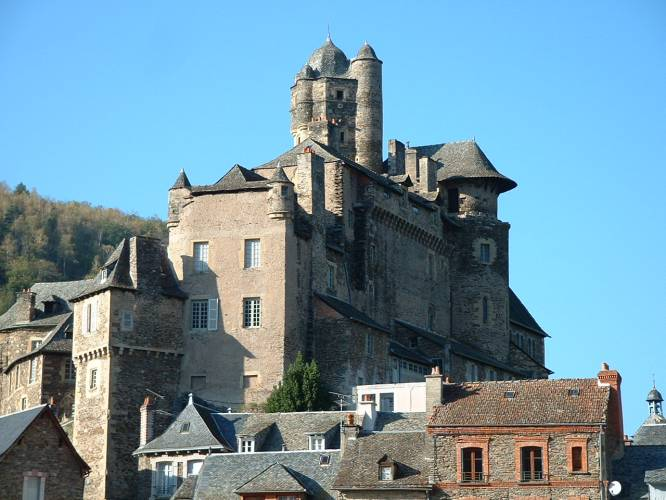
Castillo de Estaing
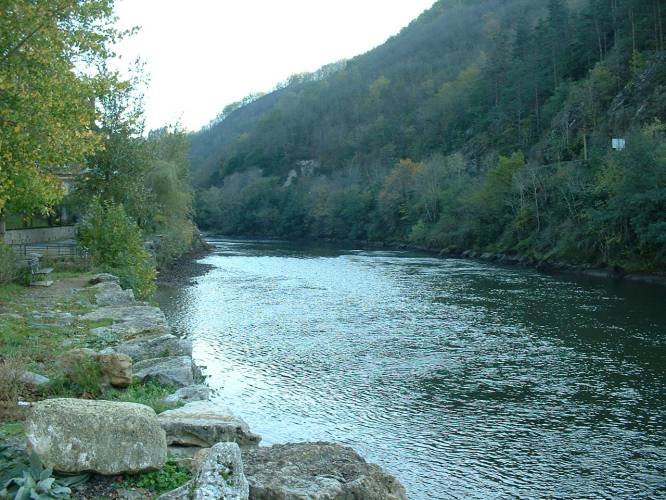
Vista del Lot desde Estaing
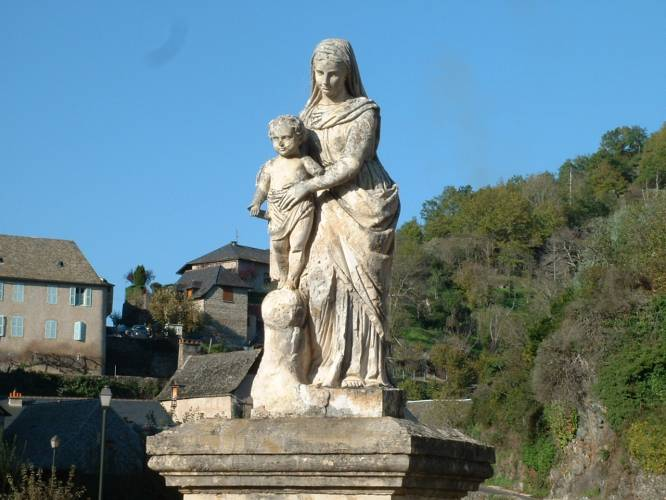
Estatua de la Virgen
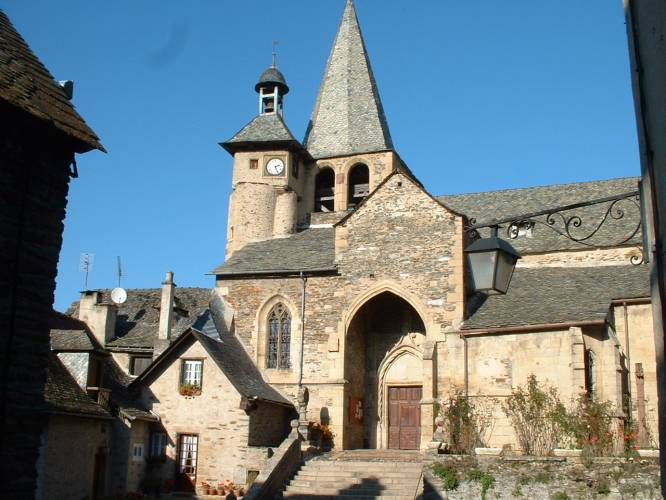
Iglesia de Saint-Fleuret
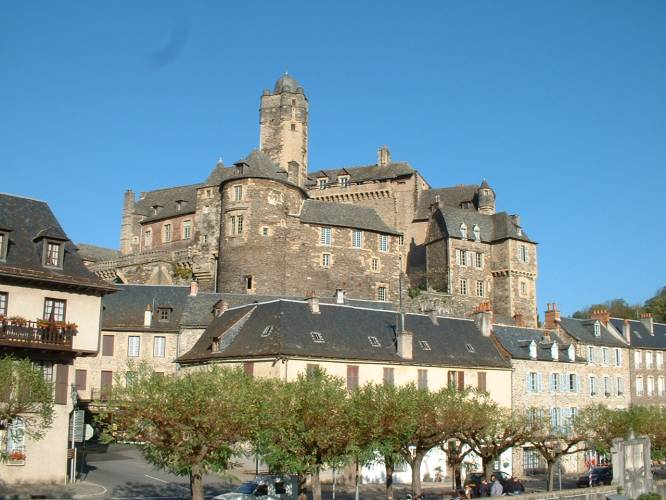
Vista monumental
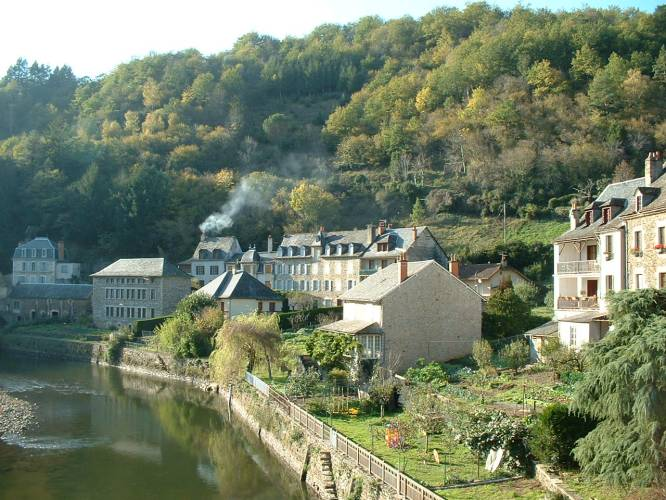
Casas al borde del Lot
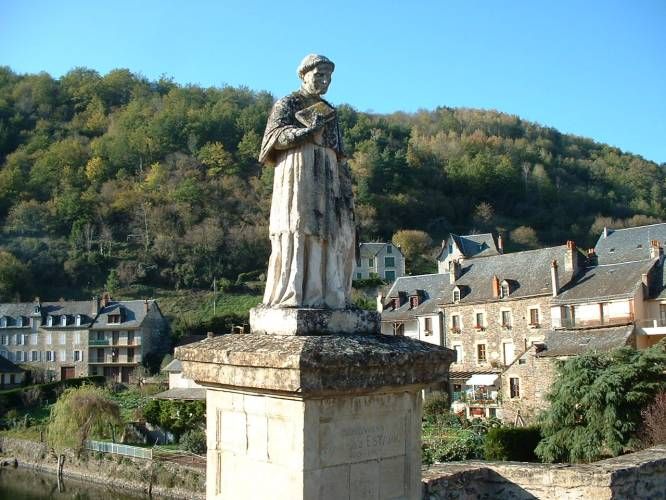
Estatua de François d'Estaing sobre el viejo puente